# Dawa (Panjin)
Dawa (chinesisch 大洼区, Pinyin Dàwā Qū) ist ein Stadtbezirk in der nordostchinesischen Provinz Liaoning. Er untersteht der bezirksfreien Stadt Panjin und verwaltet eine Fläche von 1.586 km² und hat eine Gesamtbevölkerung von 422.797 Einwohnern (Stand: Zensus 2020). Sein Hauptort ist das Straßenviertel Dawa (大洼街道).
Die Bevölkerungszählung des Jahres 2000 hatte für den damaligen Kreis Dawa (大洼县) eine Gesamtbevölkerung von 377.650 Personen in 113.140 Haushalten ergeben, davon 193.590 Männer und 184.060 Frauen.

## Geschichte
Dawa wurde im Jahre 1988 im Rahmen der Reform- und Öffnungspolitik geöffnet.

## Administrative Gliederung
Dawa wurde im Jahre 1975 als Kreis eingerichtet. Auf Gemeindeebene setzt sich der Stadtbezirk mit Stand Ende 2018 aus neun Straßenvierteln und neun Großgemeinden zusammen. Diese sind:
- Straßenviertel Rongbin (荣滨街道), Erjiegou (二界沟街道), Rongxing (荣兴街道), Dawa (大洼街道), Tianjia (田家街道), Yushu (榆树街道), Wangjia (王家街道), Yulou (于楼街道)
- Großgemeinden Tianzhuangtai (田庄台镇), Dongfeng (东风镇), Xinkai (新开镇), Qingshui (清水镇), Xinxing (新兴镇), Xi’an (西安镇), Xinli (新立镇), Tangjia (唐家镇), Ping’an (平安镇), Zhaoquanhe (赵圈河镇)[4]